# Теракт в Сиби (2024)
Теракт в Сиби (Пакистан) произошёл 30 января 2024 года во время митинга пакистанского «Движения за справедливость», приуроченного к выборам. В результате взрыва погибло 4 человека и 5 получили ранения. Ответственность за теракт на себя взяло афганское отделение международной террористической организации «Исламское государство» — «Вилаят Хорасан».
Перед взрывом произошло несколько сильных столкновений между террористами и силами безопасности.
Партия «Движение за справедливость» осудила взрыв и заявила, что внимание, привлечённое взрывом, должно быть использовано для подавления террористов, а не самой партии. «Движение за справедливость» также призвало к полному расследованию нападения.
Бюро США по делам Южной и Центральной Азии опубликовало на сайте X сообщение, осуждающее теракт. Они также заявили, что пакистанский народ имеет «право выбирать своего лидера», и осудили попытку сорвать выборы.